# Frank Tashlin
Francis Fredrick von Taschlein, cunoscut profesional ca Frank Tashlin, Tish Tash sau Frank Tash, (n. 19 februarie 1913, Weehawken⁠(d), New Jersey, SUA – d. 5 mai 1972, Hollywood, California, SUA) a fost un scriitor de literatură pentru copii, creator de filme de animație, ilustrator, scenarist și regizor de film american. A fost cel mai cunoscut pentru munca sa la seria de scurtmetraje animate Looney Tunes și Merrie Melodies create pentru Warner Bros., precum și pentru munca sa de regizor de filme de comedie cu actori.

## Filmografie

### Ca regizor
- The Way of Peace (1947)
- The First Time (1952)
- Fiul Feței Palide (1952)
- Marry Me Again (1953)
- Susan Slept Here (1954)
- Artiști și modele (1955)
- The Lieutenant Wore Skirts (1956)
- The Girl Can't Help It (1956)
- Hollywood sau ruina (1956)
- Will Success Spoil Rock Hunter? (1957)
- Rock-A-Bye Baby (1958)
- Băiatul gheișă (1958)
- Say One for Me (1959)
- Cenușăroiul (1960)
- Bachelor Flat (1962)
- It's Only Money (1962)
- The Man from the Diners' Club (1963)
- Who's Minding the Store? (1963)
- Infirmierul (1964)
- Omorurile alfabetice (1965)
- The Glass Bottom Boat (1966)
- Caprice (1967)
- The Private Navy of Sgt. O'Farrell (1968)

### Ca scenarist
Ca scenarist, dacă nu se indică altfel. Listă completă, cu excepția scurtmetrajelor de desene animate din 1935 până în 1946
- O noapte la Casablanca  (1946) (nemenționat)
- Monsieur Beaucaire (1946) (nemenționat)
- The Way of Peace (1947, scurtmetraj)
- Variety Girl (1947)
- The Fuller Brush Man (1948)
- One Touch of Venus (1948)
- The Paleface (1948)
- Miss Grant Takes Richmond (1949)
- Love Happy (1949)
- A Woman of Distinction (1949) (dialoguri suplimentare)
- The Good Humor Man (1950)
- Kill the Umpire (1950) (also story)
- The Fuller Brush Girl (1950)
- The Lemon Drop Kid (1951)
- The First Time (1952)
- Son of Paleface (1952)
- Marry Me Again (1953)
- Red Garters (1954) (nemenționat)
- 5 contra cazinoului (1955) (nemenționat)
- Artiști și modele (1955)
- The Lieutenant Wore Skirts (1956)
- The Scarlet Hour (1956) (also story)
- The Best Things in Life Are Free (1956) (nemenționat)
- The Girl Can't Help It (1956)
- Hollywood sau ruina (1956) (nemenționat), ca scriitor suplimentar
- Will Success Spoil Rock Hunter? (1957) (și povestea)
- Rock-A-Bye Baby (1958) (și povestea)
- Băiatul gheișă (1958) (și povestea)
- Cinderfella (1960)
- Snow White and the Three Stooges (1961) (nemenționat)
- Bachelor Flat (1962)
- Gigot (1962) (nemenționat)
- Who's Minding the Store? (1963)
- The Disorderly Orderly (1964)
- Caprice (1967)
- The Bear That Wasn't (scurtmetraj animat din 1967) (povestea)
- The Private Navy of Sgt. O'Farrell (1968)
- The Shakiest Gun in the West (1968)

### Ca producător
- The Girl Can't Help It (1956)
- Will Success Spoil Rock Hunter? (1957)
- Say One for Me (1959)
- The Bear That Wasn't (scurtmetraj animat din 1967)